# Кожанчиков, Игорь Васильевич
Игорь Васильевич Кожанчиков (1904—1958) — советский энтомолог.

## Биография
Родился в Санкт-Петербурге 23 февраля 1904 г. Сын энтомолога Василия Дмитриевича Кожанчикова.
Среднее образование получил в Сибири в г. Минусинске. Работать начал там же с 12 лет мальчиком в местной библиотеке. По окончании средней школы - практикант в Минусинском музее им. Н. М. Мартьянова, которым в 1915-1929 годах заведовал его отец. Первые работы относятся к этому периоду (1923, по птицам и млекопитающим).
Высшее образование получил в Ленинграде в Гос. Университете и на Высших курсах прикладной зоологии и фитопатологии (1925—1930). В это время работал на практике по биологии и защите растений в Закавказье и Средней Азии.
С 1930 года аспирант профессора Н. Я. Кузнецова при кафедре общей энтомологии Ленинградского СХИ, одновременно вёл педагогическую деятельность. С 1934 года доцент, с 1939 г. профессор Института прикладной зоологии и фитопатологии; с 1941 г. там же заведовал кафедрой общей энтомологии.
С 1931 г. начал работать по экспериментальной экологии; с 1932 г. заведовал лабораторией экологии в институте защиты растений.
С 1934 г. зав. отделением экологии насекомых Зоологического института АН СССР.
Основной круг исследовательской деятельности по систематике и филогенетике животных и по их экологии, преимущественно беспозвоночных.
Доктор биологических наук (1939), тема диссертации «Совки Аgrotinae (Noctuidae) фауны СССР».
Награждён орденом Трудового Красного Знамени (1953).
Умер в 1958 г. от инфаркта.
Сын — Василий Игоревич Кожанчиков (1942—1975), систематик растений, кандидат биологических наук.

## Публикации
- Методы исследования экологии насекомых [Текст]. - Москва : Высш. школа, 1961. - 286 с., 5 л. табл. : ил.; 23 см.
- Чехлоносы-мешечницы (сем. Psychidae) [Текст] / И. В. Кожанчиков. - Москва ; Ленинград : Акад. наук СССР, 1956. - 517 с. : ил., карт.; 26 см. - (Новая серия. Фауна СССР. Насекомые чешуекрылые/ Зоол. ин-т Акад. наук СССР; № 62, т. 3, вып. 2).
- Волнянки (Orgyidae) [Текст] / И. В. Кожанчиков. - Москва ; Ленинград : Акад. наук СССР, 1950. - 581 с. : ил.; 25 см. - (Новая серия / Зоол. ин-т Акад. наук СССР; № 42) (Фауна СССР. Насекомые чешуекрылые / Гл. ред. акад. Е. Н. Павловский; Т. 12).
- Совки (подсем. Agrotinae) [Текст] / И. В. Кожанчиков. - Москва ; Ленинград : Изд-во Акад. наук СССР, 1937 (Ленинград). - XVl, 674 с., 13 л. ил. : ил.; 26 см. - (Фауна СССР / Зоологический институт Академии наук СССР / Главный редактор академик С. А. Зернов. Редактор А. А. Штакельберг. Новая серия; № 15).
- Экспериментально-экологические методы исследования в энтомологии [Текст] / Всес. ин-т защиты растений. - Ленинград : Изд-во Всес. акад. с.-х. наук им. В. И. Ленина, Ленингр. филиал, 1937 (Тип. им. Ив. Федорова). - 212 с. : ил.; 22 см.